# عبد الرحيم الكومري
عبد الرحيم الكومري (ولد في آسفي في 21 مايو 1976 وتوفي في الرباط 19 يناير 2013)، عداء ألعاب قوى مغربي. تخصص في مجموعة من السباقات كالعدو الريفي و الماراثون و سباق ال 5000 متر.

## سيرته الرياضية
تخصص عبد الرحيم الكومري في سباقات المسافات الطويلة، و كانت أبرز نتائجه في صنف العدو الريفي حيث استطاع الوصول إلى منصة التتويج 4 مرات، بصفة فردية أو حسب الفرق رفقة المنتخب المغربي. عند بلوغه سن الحادي و الثلاثين، شارك لأول مرة في صنف الماراثون، خلال سباق لندن 2007، حيث لفت الأنظار باحتلاله المرتبة الثانية متقدما على البطل الأولمبي الإيطالي سطيفانو بالديني وبطل العالم آنذاك، المغربي جواد غريب. شارك الكومري في دورة الألعاب الأولمبية الصيفية 2008 في بيجين، حيث احتل الرتبة العشرين في الماراثون، و من أبرز نتائجه أيضا، تحصيله المرتبة الثانية في ماراثون نيويورك سنتي 2007 و2008.

تم إقصاؤه من المشاركة في دورة الألعاب الأولمبية الصيفية لندن 2012، بسبب ثبوت تعاطيه للمنشطات، حيث تم توقيفه لمدة أربع سنوات.

لم يكتب للكومري إتمام مدة توقيفه، حيث وافته المنية في 19 يناير 2013، إثر حادثة سير في الطريق السيار بين مدينتي تمارة والرباط، حيث كان برفقة العدائين المغربيين يوسف بابا ورشيد رمزي، الذين نجيا من الهلاك في الحادث.

في يناير 2013، كان الكومري صاحب ثاني أحسن توقيت مغربي في الماراثون، عبر التاريخ، ب ساعتين و خمس دقائق و ثلاثين ثانية، بفارق ثلاث ثوان عن أفضل إنجاز مغربي عبر التاريخ الذي يوجد بحوزة جواد غريب.

## إنجازاته
- بطولة العالم للعدو الريفي، دبلن 2002: الميدالية الفضية حسب الفرق
- بطولة العالم للعدو الريفي، لوزان 2003: ميداليتان فضيتان حسب الفرق
- بطولة العالم للعدو الريفي، مومباسا 2007: الميدالية الفضية حسب الفرق
- ماراثون لندن 2007: المرتبة 2
- ماراثون نيويورك 2007:المرتبة 2
- ماراثون لندن 2008: المرتبة 3
- ماراثون نيويورك 2008:المرتبة 2
- ماراثون شيكاغو 2009:المرتبة 2
- ماراثون نيويورك 2010:المرتبة 4

### أرقام شخصية
| المسابقة | التوقيت         | المكان | التاريخ       |
| -------- | --------------- | ------ | ------------- |
| 5000 متر | 12 د 50 ث 25 جم | بروكسل | 26 غشت 2005   |
| ماراثون  | 2 س 5 د 30 ث    | لندن   | 13 أبريل 2008 |

## روابط خارجية
- عبد الرحيم الكومري على موقع الاتحاد الدولي لألعاب القوى (الإنجليزية)
- عبد الرحيم الكومري على موقع اللجنة الأولمبية الدولية (الإنجليزية)
- عبد الرحيم الكومري على موقع أوليمبيديا (الإنجليزية)